# 莫沙维林
莫沙维林是一种有机化合物，化学式为C20H21NO2，可作为磷酸二酯酶抑制药，能影响红细胞的流变学性质。